# Edgar Seligman
Edgar Isaac Seligman (* 14. April 1867 in San Francisco, Vereinigte Staaten; † 27. September 1958 in London) war ein britischer Fechter.

## Erfolge

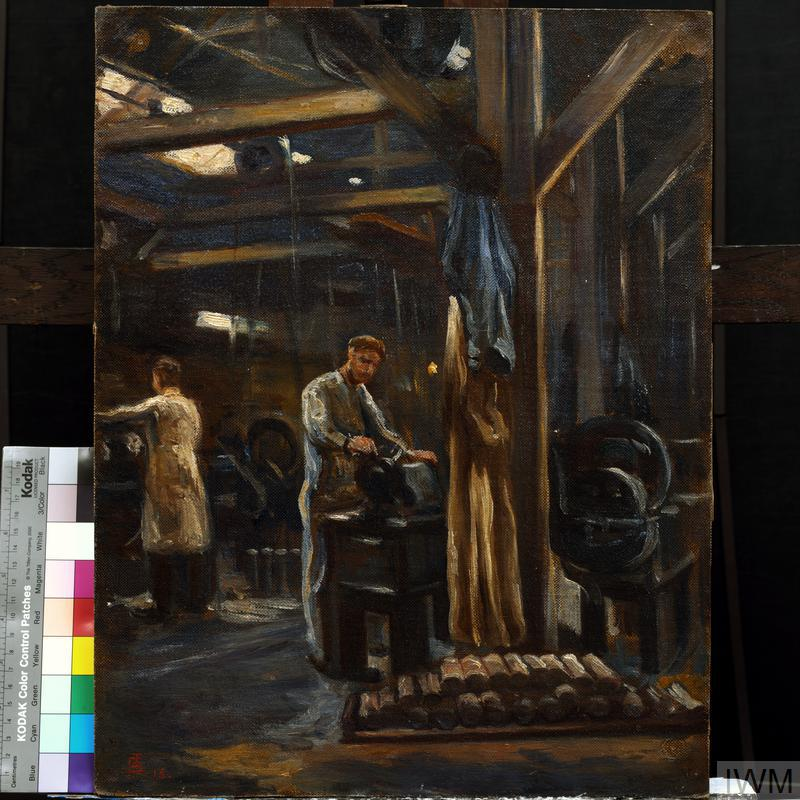
Belgian Steel Factory, Goldhawk Road, W12 - Workers von 1918, Gemälde von Edgar Seligman

Edgar Seligman, ursprünglich in den Vereinigten Staaten geboren, wurde nach dem Umzug der Familie nach Großbritannien britischer Staatsbürger. Er kämpfte im Zweiten Burenkrieg bei der Imperial Yeomanry.
Seligman nahm im Fechten an den Olympischen Zwischenspielen 1906 und an vier Olympischen Spielen teil: 1906 schied er mit dem Florett und dem Degen in der Vorrunde aus, während er gemeinsam mit Cosmo Duff Gordon, William Grenfell und Charles Newton Robinson im Mannschaftswettbewerb mit dem Degen Silber gewann. Bei den Olympischen Spielen 1908 in London sicherte er sich mit Edgar Amphlett, Leaf Daniell, Cecil Haig, Martin Holt und Robert Montgomerie ebenfalls die Silbermedaille im Mannschaftswettbewerb mit dem Degen. In der Einzelkonkurrenz schied er dagegen in der ersten Runde aus. 1912 wiederholte er in Stockholm mit Edgar Amphlett, John Blake, Percival Davson, Arthur Everitt, Cecil Haig, Martin Holt und Robert Montgomerie den Mannschaftserfolg mit dem erneuten Gewinn die Silbermedaille in der Degenkonkurrenz. Im Einzel belegte er sowohl mit dem Florett als auch mit dem Degen den sechsten Platz. 1920 schied er in Antwerpen in den Einzelkonkurrenzen mit dem Florett in der Vorrunde aus, während er mit der Florett-Mannschaft Fünfter und der Degen-Equipe Siebter wurde. 1924 kam er mit der Florett-Mannschaft in Paris nicht über die Vorrunde hinaus, die Einzelkonkurrenzen mit dem Florett und dem Säbel beendete er nicht. Bei seinen ersten Spielen 1906 war Seligman bereits 39 Jahre alt gewesen, 1924 war er 57. Mit dem Florett wurde Seligman 1906 und 1907 britischer Meister, den Degentitel gewann er 1904 und 1906, mit dem Säbel gewann er 1923 und 1924 die Meisterschaft.
1928 in Amsterdam und 1932 in Los Angeles nahm Seligman an den Kunstwettbewerben in der Malerei teil. Er stellte zudem unter anderem an der Royal Academy of Arts und der Fine Art Society in London aus. Sein Bruder Herbert Seligman war Brigadegeneral bei den britischen Streitkräften.